# Bem da Fé
Bem da Fé is een plaats (freguesia) in de Portugese gemeente Condeixa-a-Nova en telt 117 inwoners (2001).